# Hymn Zakonu Maltańskiego
Ave Crux Alba (pol. Bądź pochwalony, Biały Krzyżu) – hymn Zakonu Maltańskiego, został skomponowany przez Alfreda Consortiego w 1930 r. Został przyjęty w roku 1932.
słowa łacińskie
Ave Crux alba, summae pietatis signum,

Ave Crux alba, salutis nostra sola spes,

Corda fidelium inflamma adauge gratiam, adauge gratiam.

Ut omnia vincat tuorum ardens caritas,

Ut omnia vincat tuorum ardens caritas.